# Dolní Stakory
Obec Dolní Stakory se nachází v okrese Mladá Boleslav, kraj Středočeský. Rozkládá se asi šest kilometrů severovýchodně od Mladé Boleslavi. Má 329 obyvatel a rozloha katastrálního území činí 386 hektarů.

## Historie
První písemná zmínka o obci pochází z roku 1325. Obec se jmenovala Stakorce.

### Územněsprávní začlenění
Dějiny územněsprávního začleňování zahrnují období od roku 1850 do současnosti. V chronologickém přehledu je uvedena územně administrativní příslušnost obce v roce, kdy ke změně došlo:
- 1850 země česká, kraj Jičín, politický i soudní okres Mladá Boleslav[4]
- 1855 země česká, kraj Mladá Boleslav, soudní okres Mladá Boleslav[4]
- 1868 země česká, politický i soudní okres Mladá Boleslav[4]
- 1939 země česká, Oberlandrat Jičín, politický i soudní okres Mladá Boleslav[5]
- 1942 země česká, Oberlandrat Praha, politický i soudní okres Mladá Boleslav[6]
- 1945 země česká, správní i soudní okres Mladá Boleslav[7]
- 1949 Pražský kraj, okres Mladá Boleslav[8]
- 1960 Středočeský kraj, okres Mladá Boleslav[9]

## Pamětihodnosti
- Socha svatého Jana Nepomuckého na návsi

## Doprava
Silniční doprava
Obcí prochází silnice III. třídy.
Železniční doprava
Železniční trať ani stanice na území obce nejsou. Nejblíže je železniční zastávka Kolomuty (jen pro osobní dopravu) ve vzdálenosti 3,5 km ležící na trati 064 mezi Mladou Boleslaví a Dolním Bousovem. Nejbližší železniční stanicí (pro veškerou dopravu) je Mladá Boleslav-Debř ve vzdálenosti 8 km ležící na trati 070 z Prahy do Turnova.
Autobusová doprava
V obci zastavovaly v pracovních dnech května 2011 tyto autobusové linky:
- Kněžmost-Mladá Boleslav (2 spoje tam, 3 spoje zpět) (dopravce Dopravní podnik Kněžmost, s.r.o.),
- Mladá Boleslav-Kněžmost-Dobšín,Kamenice (4 spoje tam i zpět) (dopravce TRANSCENTRUM bus, s.r.o.),
- linka 32 Městské autobusové dopravy Mladá Boleslav (8 spojů tam, 7 spojů zpět) [10]